# Calliephialtes deyanirae
Calliephialtes deyanirae là một loài tò vò trong họ Ichneumonidae.